# 岡田斗司夫
岡田斗司夫（日语：／ Okada Toshio，1958年7月1日—），生於日本大阪府大阪市，自稱為Otaking（御宅之王），大阪電氣通信大學（電信大學）肄業。曾任GAINAX公司CEO社長、東京大學講師等；目前為會員、非小說類文學作家。

## 簡歷
- 1980年在大阪舉辦的「第四次SF Show」，透過此事的出展機會，於1981年設立SF精品的專門店「General Products」。
- 1984年，他和庵野秀明等同好成立動畫製作公司「GAINAX」，並擔任CEO社長。有眾多的作品都出自於岡田之手，例如動畫《王立宇宙軍》、《勇往直前》、《海底兩萬浬》，以及電玩遊戲《美少女夢工廠》等。他在1992年辭職，其原因仍不明，不過岡田目前仍為GAINAX的最大股東之一。
- 1994年10月至1995年3月間，他擔任東京大學教養學部（通識教育學院）的特別講師，以次文化的「多媒體概論」為題材講授，1996年至1997年間則以「御宅文化論」講授。也在立教大學講課。
- 1995年與唐澤俊一、眠田直組成御宅藝人團體「OTAKU AMIGOS」（日语：オタクアミーゴス）[2]。
- 1997年由於自己的演講與寫作活動而設立「Otaking（御宅之王）株式會社」，擔任CEO。
- 2003年擔任美國麻省理工學院的講師。
- 2005年擔任大阪藝術大學藝術學系的角色造型學科的客座教授。
- 2010年成立OTAKINGex組織
- 2011年設立「CLOUDCITY株式會社」
- 2015年「愛人目録」流出

他也在NHK衛星第2頻道不定時播出之『BS Manga夜談』擔任主要來賓，而且也在自己企劃的『BS Anime夜談』中擔任主持人。
岡田有被稱為「御宅領導人」及「御宅教主」。
「General Products」製作以戰隊人物為腳本的業餘電影『愛國戰隊大日本』，同時激怒了右派、左派的人。
他曾在新宿「Loft Plus One」的座談會上指出「御宅族已死」，引起相當大的迴響。
目前仍活躍在部落格網站「プチ落語家『吉祥亭滿月』」中。

## 御宅已死
在《阿宅，你已經死了！》一書中提出御宅已死的說法；指出御宅是成人的特化（兒童發展為成人，成人發展為御宅）
將御宅分類為：御宅原人、御宅貴族主義（第一世代）、御宅菁英主義（第二世代）、御宅感受主義（第三世代）

## 主要著作
- 我們的洗腦社會（ぼくたちの洗脳社会）（1995年） ISBN 4022612444
- 御宅學入門（オタク学入門）（1996年） ISBN 4102900195
- 東大御宅學講座（東大オタク学講座）（1997年） ISBN 4062082926
- 國際御宅大學 1998年 來自最前線的研究報告（国際おたく大学 1998年 最前線からの研究報告）（1998年） ISBN 4334971822
- 失落的未來（失われた未来）（2000年） ISBN 4620314501
- フロン 結婚生活・19の絶対法則（2001年） ISBN 4907727194
- 日本御宅大賞（日本オタク大賞）（2003年） ISBN 4594039006
- 戀愛自由市場主義宣言（恋愛自由市場主義宣言! 確実に「ラブ」と「セックス」を手に入れる鉄則）（2003年） ISBN 4821108429
- プチクリ 好き=才能（2005年） ISBN 4344010825
- 征服世界是可能的嗎？（「世界征服」は可能か?）
  - 中文譯本：時報文化，2008年5月 ISBN 978-957-13-4832-2
  - 日文原著：筑摩書房，2007年6月 ISBN 4480687629
- 別為多出來的體重抓狂──絕不復胖！筆記瘦身法（いつまでもデブと思うなよ）
  - 中文譯本：方智出版社，2008年9月 ISBN 978-986-175-122-1
  - 日文原著：新潮社，2007年8月 ISBN 4106102277
- 阿宅，你已經死了！（オタクはすでに死んでいる）
  - 中文譯本：時報文化，2009年8月 ISBN 978-957-13-5065-3
  - 日文原著：新潮社，2008年4月 ISBN 9784106102585
- 脱デブ（2008年）ISBN 9784789733236
- レコーディング・ダイエット「公式」手帖（2009年）ISBN 9784796669757
- 遺言（2010年）ISBN 9784480864055

## 東京大學「御宅文化論」的與談者一覽
- ロト（冰川龍介（日语：氷川竜介））
- 傅萊德里·修特
- 皆神龍太郎
- 志水一夫
- 村上隆
- 村崎百郎
- 青木光恵
- 兵頭二十八
- 唐澤俊一
- 小林善紀
- 淺羽通明

## 外部連結
- 岡田斗司夫的プチクリ日記 （页面存档备份，存于）（Blog）
- OTAKING SPACE PORT（官方網站）

## 腳註
1. ↑  . エキサイトニュース.   [2021-10-01]. （原始内容存档于2021-09-21） （日语）.
2. ↑  . mindypower.com.   [2021-10-01]. （原始内容存档于2022-01-18）.